# Орлова, Марина Владимировна
Мари́на Влади́мировна Орло́ва (урождённая Марина Владимировна Родина[ударение?]; 10 декабря 1980, Арзамас, СССР) — американский филолог-этимолог русского происхождения, видеоблогер, писательница, продюсер. Ведущая канала на YouTube «Hot For Nutrition» и автор сайта HotForWords.com. В 2012 году записала серию видеороликов для личного веб-сайта Bankrates.com, в которых объясняла значение широко используемых финансовых и экономических терминов. Живёт в США, в Калифорнии.

## Биография
Окончила Арзамасский государственный педагогический институт с дипломами — «учитель русского языка и литературы» и «английская филология». Орлова работала в магазине в течение года, прежде чем обратиться в международную программу найма сотрудников, хотела сделать что-то творческое или улучшить свои навыки владения английским языком и подготовиться к обучению для получения степени доктора философии; Позднее уехала в США, в небольшой городок недалеко от Сан-Франциско, на стажировку и подработку в качестве няни. Через год она переехала в Голливуд, где она попыталась начать карьеру модели. После производства двух фотосессий ей сказали, что при своём росте 165 сантиметров она слишком низкого роста для модели.
В настоящее время поддерживает популярный обучающий канал на YouTube HotForWords и сайт.

## Hot for Words
В феврале 2007 года Чарльз Комо (англ. Charles T. Como), создатель интернет-сайтов для музыкальных групп, зарегистрировал торговую марку «The Hot for Words» (с англ. — «Горячие слова»), также была зарегистрирована учётная запись видеохостинге YouTube Hotforwords. 7 марта 2007 года было опубликовано первое видео «Введение в филологию ;-)». Орлова сказала, что это было в то время, когда «каждый загружал слоистость».
Видеоролики начинаются с девиза «Интеллект — это сексуально» (англ. Intelligence is Sexy) и рассказывают об этимологии слов английского языка. Некоторые из её записей сосредоточены на повседневных словах, таких, как ирония и OK, в то время как другие откапывают довольно необычные (напр.: floccinaucinihilipilification и antidisestablishmentarianism). В отдельных записях рассматриваются идиомы, такие как «let the cat out of the bag», «dressed to the nines» и «three sheets to the wind» или новые слова как глагол Google.
В 2008 году Орлова была признана журналом Wired «самым сексуальным гиком в мире» (англ. World's #1 Sexiest Geek) в конкурсе «Сексуальный Гик года» (англ. Sexy Geek of the Year Contest) Телеканал G4 неоднократно включал Орлову в список своих «горячих женщин сети» (англ. Hot Women of the Net), а журнал Космополитан назвал её «самой популярной гуру на YouTube» (англ. most subscribed to YouTube guru) 8 Марина Орлова неоднократно выступала в качестве эксперта в телевизионном шоу в США The Bill O’Reilly Factor.
Орлова появилась на обложке ноябрьского выпуска журнала «Мятежник» (англ. Mutineer Magazine) за 2009 год, посвящённого выпуску вина, пива и спиртных напитков, в котором говорилось о том, как объясняются общеупотребительные слова в области производства напитков. Орлова имела профиль на «Медиуме» (англ. The Medium), Интернет-версии журнала «Нью-Йорк Таймс».
The Moscow Times написал о том, что Орлова эксплуатирует по максимуму образ «блондинки-бомбы». Она появляется в своих клипах слегка одетой, с надутыми губками и «делает глазки» — это главный фактор успеха. «Однако, хотя количество малообеспеченных девушек в Интернете безгранично, не все из них вкладывают столько интеллектуальных усилий в свой успех».
Видеоролики, созданные Мариной Орловой, в общем набирают более 10 миллионов раз в месяц на Youtube. С момента своего выпуска отдельные видеоролики просматривались до 23 миллионов раз. Общее количество просмотров для всех видеороликов в апреле 2012 года составляло около 456 миллионов просмотров. Эти факты делают Марину Орлову одним из самых успешных видеоблогеров.
В интервью Орлова объяснила, как она заинтересовала зрителей знанием о словах: «Как ещё я могла привлечь их к словам?»; «Все знают, что „секс продаёт“.».
Весной 2010 года Марина начала делать видео уроки русского языка для телеканала RT.